# Pentti Tevä
Pentti Kalervo Tevä (Äänekoski, 8 dicembre 1907 – Lago Ladoga, 25 febbraio 1940) è stato un aviatore e militare finlandese, a cui fu assegnata la statua di Harmon nel 1933, insieme al vääpeli Reino Vilkuna, come pilota più meritevole dell'anno. Durante la Guerra d'inverno (1939-1940) abbatté tre velivoli sovietici.

## Biografia

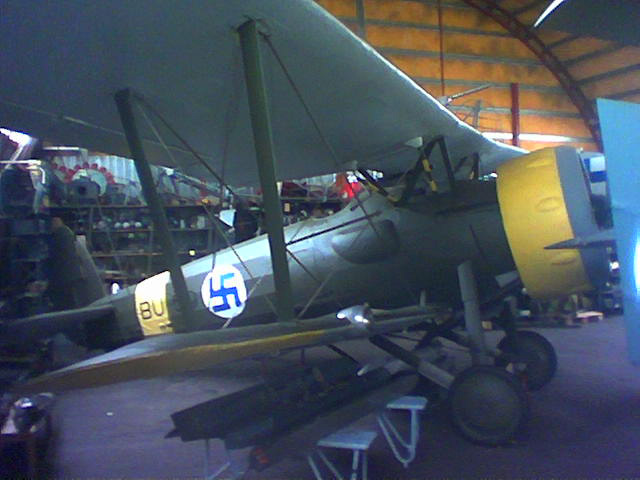
Il Bulldog IVA, nella livrea della finlandese Suomen ilmavoimat, esposto presso il museo aeronautico di Halli, Jämsä.

Nacque a Äänekoski l'8 dicembre 1907, figlio di Kalle Oskari Axe e Selma Hytönen. Dopo aver frequentato il Liceo Kajaani e dopo aver completato il servizio militare nel 1926-1927, si arruolò nell'esercito. Frequentò la scuola per piloti della Suomen ilmavoimat nel 1928, prestando servizio quindi come sottufficiale istruttore presso lo IlmK (1927-1928) e presso il MaalK tra il 1928 e il 1929. Assegnato al MeLL come istruttore di volo, e poi come insegnante (1929-1935) seguì un corso per pilota da caccia nel 1932 e un corso di volo strumentale nel 1933, anno in cui conseguì anche la qualifica di radiotelegrafista militare. Nel 1937 cambiò il cognome da Axe in Tevä.
Il 28 gennaio 1933 aveva salvato numerosi altri piloti da un lastrone di ghiaccio a Laatoka, per il quale ricevette la statua di Harmon insieme al vääpeli Reino Vilkuna, la Medaglia dell'Ordine della Rosa bianca di prima classe con croce d'oro e il certificato d'onore della Società finlandese di salvataggio marittimo. Il 18 gennaio 1938 fu assegnato come pilota da caccia allo  LLv 26 equipaggiato con i vecchi Bristol Bulldog Mk.IVA.
Allo scoppio della Guerra d'inverno con l'Unione Sovietica, nel novembre 1939, prestava servizio nello LLv 26. Il 23 dicembre 1939 decollò, al comando di una pattuglia di Bristol Bulldog Mk.IVA per una missione di intercettazione verso il lago Ladoga. Sopra Käkisalmi alle 11:55 incontrarono una formazione di 6-7 bombardieri Tupolev SB del 24. SBAP, che bombardavano da un'altitudine di 1.700 m, 100 metri sopra le nuvole. Ne abbatté uno e questo si schiantò nel lago Ladoga, come confermato dalle unità costiere. Il suo reparto venne successivamente riequipaggiato con i caccia Gloster Gladiator Mk.II. Il 25 febbraio andò in volo, insieme ad altri due piloti, lo alikersantti Matti Sukanen (GL-258) e alikersantti Ilmari Joensuu (GL-256), per intercettare una formazione di nove Polikapov R-5 vicino a Muolaanjärvi. I piloti finlandesi reclamarono l'abbattimento di quattro aerei nemici, di cui due gli furono attribuiti. Vi erano in volo, come scorta agli R-5, anche sei caccia Polikarpov I-153 del 13. OIAP che attaccarono subito gli aerei finlandesi. Il suo Gladiator (GL-254) fu  visto precipitare direttamente nel terreno da un'altitudine di 3.000 m senza alcun tentativo del pilota di ripr5endere quota o di lanciarsi con il paracadute. Anche l'aereo di Sukanen fu abbattuto e precipitò a Ristseppälä. L'aereo di Joensuu fu stato costretto a effettuare un atterraggio di emergenza rimanendo danneggiato.
Nel 1963 lo scrittore Erkki Rekimies pubblicò il libro Laatoka lentäjät, in cui descrive vividamente, pur prendendosi alcune libertà, l'opera eroica di Teva e Vilkuna nel 1933. Di Vilkuna, l'autore usa il cognome Aalto.

### Annotazioni
1. ↑  La statua di Harmon (Lafayette Escadrille Trophy) fu donata alla Finlandia nel 1927 dal pilota e milionario americano Clifford B. Harmon.

### Fonti
1. 1 2 3 4 5 6 7 8 9 10 11 12  Surfcity.